# Карта Вальдземюллера

На Universalis Cosmographia изображены Америка, Африка, Европа, Азия и Тихий океан, отделяющий Азию от Америки

Карта Вальдземюллера или Universalis Cosmographia — географическая карта, опубликованная в апреле 1507 года картографом Мартином Вальдземюллером (1470—1521). Является одной из первых карт с точно нанесёнными показаниями широты и долготы, а также первой картой, на которой появилось название «Америка».

## История
Карта была выполнена в технике ксилографии и напечатана с 12-ти деревянных досок, каждая размером 46×62 см. В настоящее время известно лишь об одном сохранившемся напечатанном экземпляре карты из тысячи существовавших копий. Этот экземпляр был обнаружен в начале XX века в собрании князя Вальдбурга в швабском замке Вольфегг. После многих лет переговоров Библиотека Конгресса США в 2003 году приобрела его за 10 миллионов долларов.
В 2005 году по предложению Джеймса Биллингтона Universalis Cosmographia была добавлена в реестр Памяти мира ЮНЕСКО.

## Описание
Карта включает в себя новые географические открытия конца XV — начала XVI вв. Мартин Вальдземюллер работал в то время в городе Сен-Дье-де-Вож (герцогство Лотарингия Священной Римской империи). Публикация карты сопровождалась выпуском книги Вальдземюллера «Введение в космографию» (Cosmographiae Introductio).
Полное название карты Universalis Cosmographia Secundum Ptholomaei Traditionem et Americi Vespucii Alioru[m]que Lustrationes переводится с латинского как «Карта мира, построенная в соответствии с методом Птолемея и дополненная новыми землями от Америго Веспуччи». Название южной части Нового Света, предложенное Вальдземюллером в честь Америго Веспуччи, нашло всеобщее признание. На карте Меркатора, опубликованной в 1538 году, это название также было распространено на Северную Америку.
Предполагается, что при создании своей карты Вальдземюллер опирался на карту мира Генриха Мартелла, созданную около 1491 года. Кроме того, острова Вест-Индии, берега Флориды и Южной Америки были уже отмечены на двух других более ранних картах — планисфере Кантино (до 1502 г.) и карте Кавери (около 1505 г.) Северная и Южная Америки на карте Вальдземюллера изображены как два больших континента, соединённые перешейком. Интересно, что на карте Америка отделена от Азии большим океаном, хотя Тихий океан в то время ещё не был известен европейцам. Первые европейские исторические свидетельства о Тихом океане появились благодаря экспедиции конкистадора Васко Нуньесу де Бальбоа (1513 год), которая показала, что ширина Южной Америки на определённых широтах соответствует карте Вальдземюллера с точностью до 70 миль.